# 松田たみ子
松田 たみ子（まつだ たみこ、1954年6月 - ）は、日本の看護学者である。
現在群馬大学医学部保健学科看護学専攻教授。専門は地域看護学。

## 来歴・人物
- 1954年6月 出生
- 1991年3月 大阪大学大学院医学研究科看護専攻修了 大阪大学 医学博士 論文の題は「Regulation of the Gene Expression of Glucokinase and L-Type Pyruvate Kinase in Primary Cultures of Rat Hepatocytes by Hormones and Carbohydrates(ラット初代培養肝細胞におけるホルモン及び糖質によるグルコキナーゼとL型ピルビン酸キナーゼの遺伝子発現の調節) 」[2]。
- 1996年4月 - 1998年3月 東京医科歯科大学医学部助教授
- 2001年4月 - 2003年3月 三重県立看護大学看護学部教授
- 2003年4月 - 2005年3月 自治医科大学看護学部教授
- 2005年4月 -               群馬大学医学部保健学科看護学専攻教授

## 専門分野
看護技術・清潔ケア
- 根拠に基づく看護技術の開発研究
- 清拭技術に含まれる要素が生体に及ぼす効果の解析

## 著書・論文

### 著書
- 『考える看護技術Ⅰ第3版』（ヌーヴェルヒロカワ、2007年）
- 『考える基礎看護技術Ⅱ第3版』（ヌーヴェルヒロカワ、2007年）

### 論文
- 『看護ケアとしての足部マッサージ中および終了後における自律神経活動指標の評価』（日本看護研究学会雑誌、2008年）
- 『圧力の異なる末梢部温湯清拭が皮膚血流反応に及ぼす影響』（日本看護研究学会雑誌、2008年）
- 『日々の清潔ケアを振り返る』（月刊ナーシング、2007年）
- 『快適な生活環境整備のための照明調節』（ナーシング トゥデイ、2007年）

## 所属学会
- 日本看護研究学会（監事）
- 日本看護科学学会
- 日本看護技術学会
- 日本生化学会
- 日本生理人類学会
- 日本栄養・食糧学会
- 日本産業教育学会